# Алексиос Янински
Алексиос (на гръцки: Αλέξιος) е гръцки свещеник и зограф от XIX век, работил в Македония и Епир.

## Биография
Роден е в епирския град Янина. Става свещеник и се занимава с иконопис. В 1732 година изписва иконостасните икони и стенописи в католикона на Роженския манастир. В 1734 година изписва стенописите в храма „Свети Мина“ в Монодендри, Загори. Според двата надписа в храма Алексиос и брат му Анастасиос са автори на стенописите в „Свети Атанасий“ в Дурмани, Берско - в 1736 година в наоса и в 1744 година в нартекса. Подписват се „χειρ Αναστασίου και Αλεξίου ιερέος τον αυταδέλφον εκ τόπου Ιωαννίνων“. Дело на Алексиос са иконите на Христос Вседържител и Света Богородица (1749) в храма „Успение Богородично“ в населишкото село Либохово. Алексиос Янински изписва и манастира „Свети Давид Стари“ в Ровиес на Евбея.
- Творби на Алексиос в Роженския манастир
- Стенописно изображение на Тома Неверни в наоса
- Царска икона на Христос Благославящ
- Царска икона на Богородица Одигитрия
- Климент Римски